# Carl-Axel Trolle-Wachtmeister (1893–1956)
Oscar Carl-Axel Fredrik Trolle-Wachtmeister, ursprungligen Wachtmeister af Johannishus, född 1 juli 1893 på Årup, Kristianstads län, död 11 juli 1956 på Trolle Ljungby slott, Kristianstads län, var en svensk greve, militär, förste hovjägmästare och godsägare.

## Biografi
Carl-Axel Wachtmeister avlade studentexamen 1912. År 1918 blev han löjtnant vid Skånska dragonregementet och ingick i dess reserv från 1921. Vid sin fars död 1922 fick han ta över släktens fideikommisser Trolle Ljungby slott och Årup. Som ägare av den förra började han skriva sig Trolle-Wachtmeister. 1921 blev han hovjägmästare hos kung Gustaf V och från 1942 förste hovjägmästare. Trolle-Wachtmeister var ordförande för Trolle Ljungby sockens kommunalfullmäktige samt skogsvårdsstyrelsen i Kristianstads län. Han var även särskild ledamot av mål rörande fastighets- och virkestaxering vid Kungl. Kammarrätten.

## Familj
Carl-Axel Trolle-Wachtmeister tillhörde den grevliga ätten Wachtmeister af Johannishus nr 25. Han var son till överstekammarjunkaren, greve Hans Gustaf Trolle-Wachtmeister (1846–1922) och Anna Rosenblad (1863–1947). Han gifte sig 1922 med Brita Trolle (1894–1943). Paret fick tre barn.

### Barn
- Greve Hans-Gabriel Trolle-Wachtmeister (1923–2023), godsägare; gift med Alice Tornérhielm (1926–2017), överhovmästarinna.
- Greve Knut Wachtmeister (1924–2017), riksdagsman; gift med Gunvor Nordenfalk (1927–2020), socioterapeut.
- Friherrinnan Ann Marie Ramel (1931–2017), kokboksförfattare; gift med friherre Stig Ramel (1927–2006), direktör.

## Utmärkelser
- Konung Gustaf V:s jubileumsminnestecken II, 16 juni 1948.[4]
- Konung Gustaf V:s jubileumsminnestecken, 16 juni 1928.
- Kommendör av 1:a klassen av Kungl. Vasaorden, 5 juni 1948.
- Riddare av 1:a klassen av Kungl. Nordstjärneorden, 1939.
- Riddare av Johanniterorden i Sverige.
- Kommendör av  1:a graden av danska Dannebrogorden.
- Riddare av spanska Karl III:s orden.